# Batallón de Operaciones Especiales de Croacia
El Batallón de Operaciones Especiales (en croata: Bojna za specijalna djelovanja) fue fundado el 8 de septiembre del 2000, con la fusión del personal de la Guardia de Combates Especiales y algunos efectivos del 1.er Cuerpo de Guardia Croata. El batallón era una de las mejores unidades de elite en las Fuerzas Armadas Croatas, así como también una de las unidades mejor entrenadas y equipadas de la región. El Batallón se centraba en la infiltración y exfiltración, así como las operaciones tras las líneas enemigas con la inserción de fuerzas por tierra, aire o mar. Sin embargo, a diferencia de la mayoría de las fuerzas especiales en el mundo, el Batallón era también entrenado en la búsqueda y rescate de civiles y prestación de ayuda, así como para hacer frente a los desastres naturales. El batallón unidad estaba equipado con las armas más sofisticadas y con el mejor equipo disponible, y estaba capacitada para llevar a cabo operaciones aéreas y marítimas. El Estado Mayor de las Fuerzas Armadas de la Républica de Croacia ejercía el mando directo del batallón el cual había sido elevado a una unidad estratégica capacitada para llevar a cabo las mejores y más rápidas reacciones ante situaciones tácticas y estratégicas. Además, esto significaba que los miembros de las tres ramas de las Fuerzas Armadas Croatas podían postularse para la selección. En particular, era una de las pocas unidades de fuerzas especiales en el mundo que aceptaban a candidatas femeninas para la selección. Hace varios años, dos candidatas se convirtieron en las primeras mujeres en portar las alas plateadas y la boina verde en Croacia. Se trataba de una de las pocas unidades de comandos que contaban con miembros mujeres entre sus filas en el Mundo. La unidad se fusionó en 2014 con el Comando de Operaciones Especiales.

## Estructura
El Batallón de Operaciones Especiales estaba formado por un comando de sección y cuatro compañías, cada una especializada en una diferente variedad de misiones.
- Comando de Sección - responsable del mando, control y comunicaciones, soporte médico y transporte del personal.
- 1.ª Compañía de Operaciones Especiales - especializada en operaciones aéreas y de paracaidismo.
- 2.ª Compañía de Operaciones Especiales - especializada en operaciones de montaña e invierno.
- 3.ª Compañía de Operaciones Especiales - especializada en operaciones anfibias y marítimas.
- 4.ª Compañía de Operaciones Especiales - especializada en operaciones urbanas y antiterroristas.
- Compañía de Soporte de Fuego - especializada en la formación de francotiradores y tiro con morteros, también ofrecía apoyo de fuego con francotiradores a otras tres compañías del Batallón de Operaciones Especiales.[1]

## Galería de imágenes

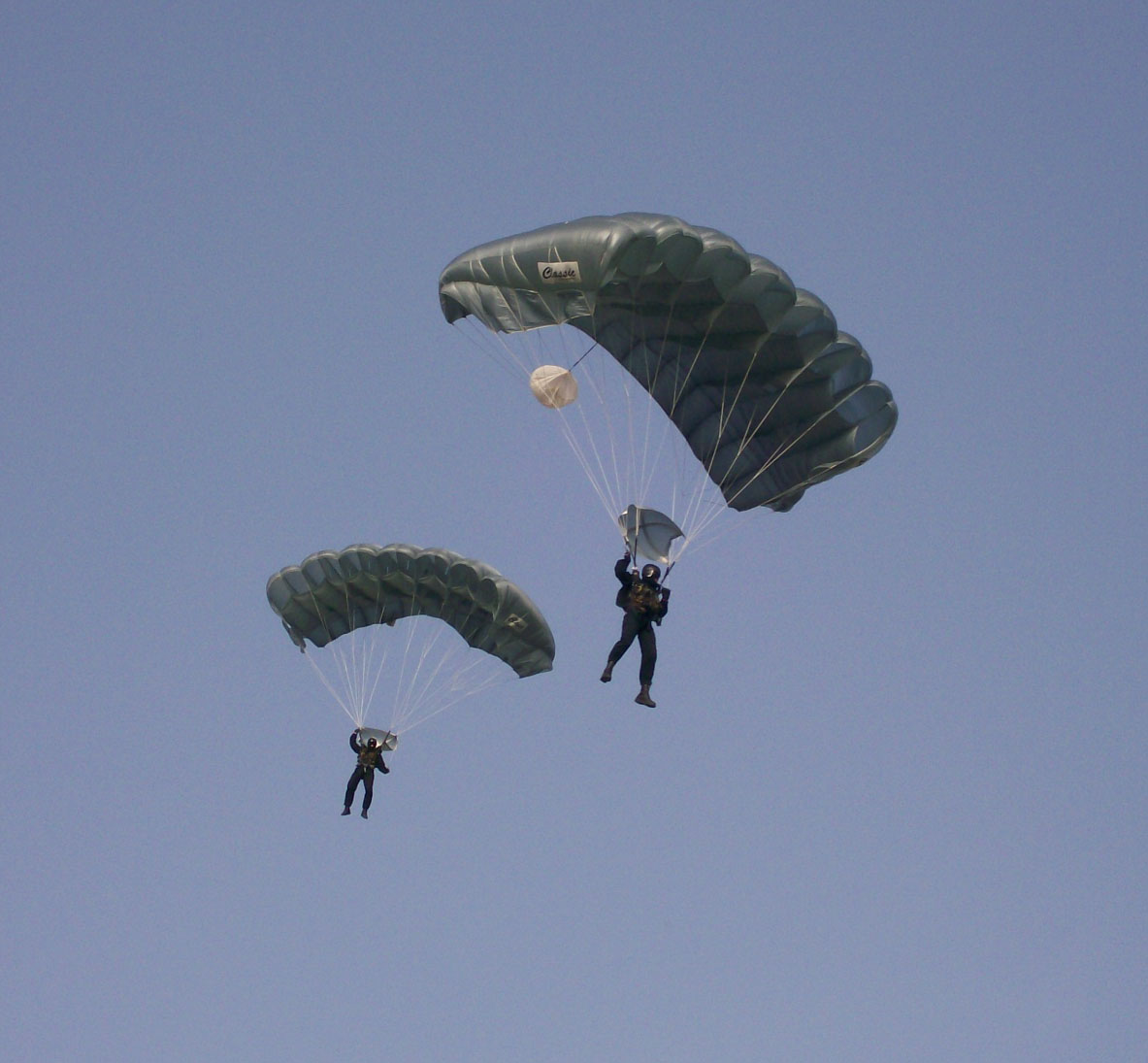
Paracaidistas
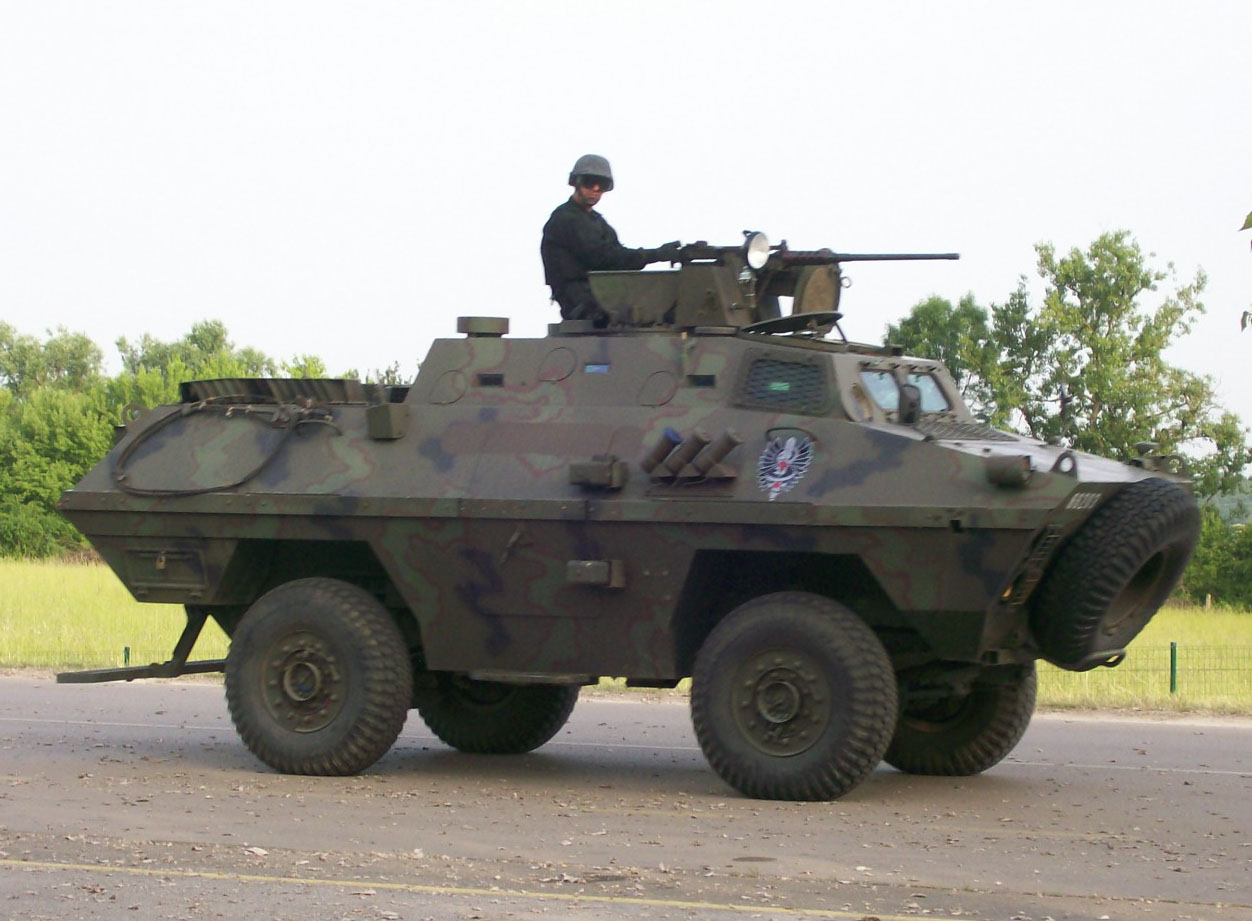
Vehículo blindado del batallón
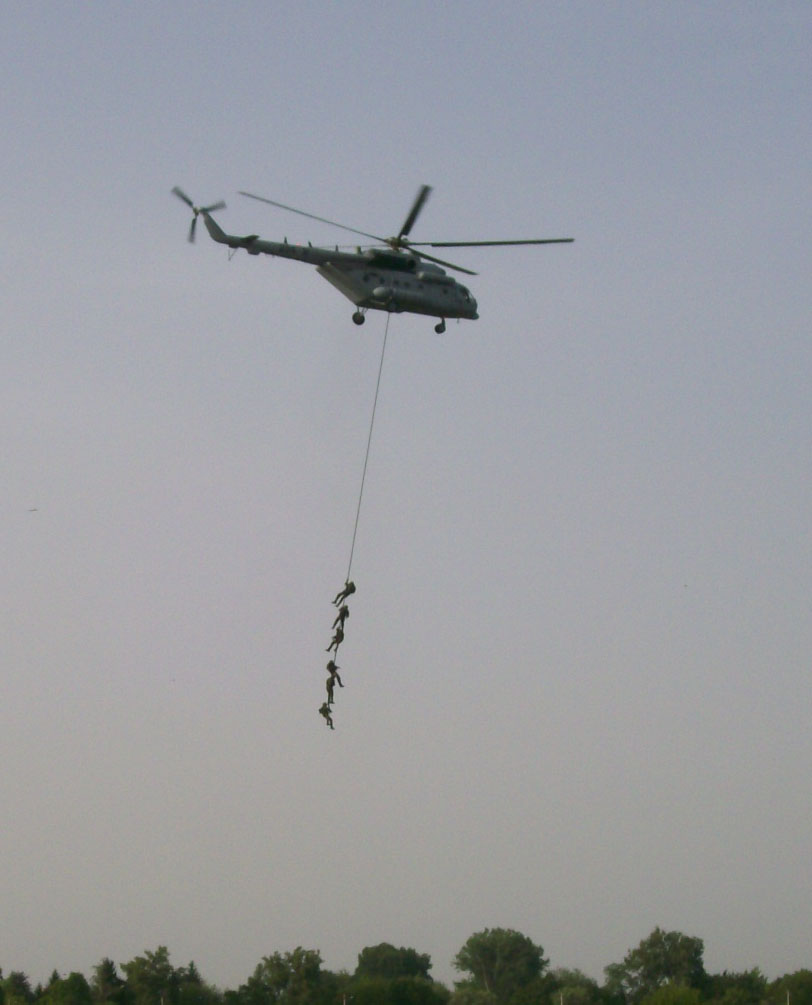
Miembros del batallón durante una exhibición
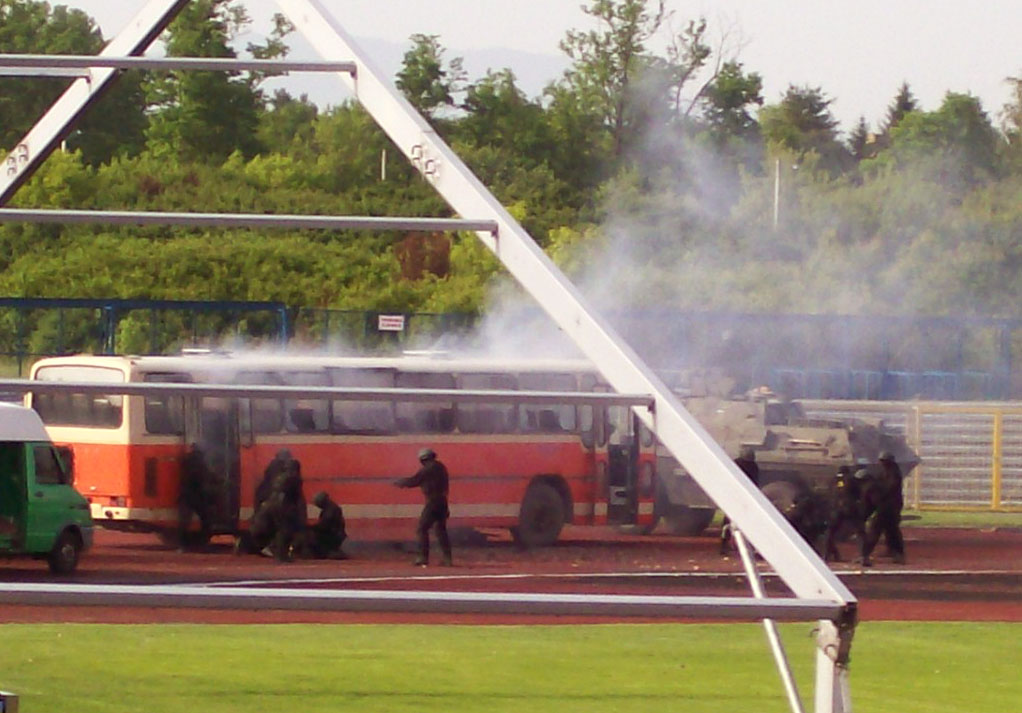
Personal del batallón durante un entrenamiento